# Ключников Ігор Євгенович
І́гор Євге́нович Клю́чников — підполковник Збройних сил України, 25-та окрема аеромобільна бригада.
Заступник командира 1-го самохідного артилерійського дивізіону по роботі з особовим складом, з травня по жовтень 2014 року перебував на передовій. У жовтні бригада вийшла в повному складі з-під Дебальцевого із технікою.

## Нагороди
за особисту мужність і героїзм, виявлені у захисті державного суверенітету та територіальної цілісності України, вірність військовій присязі під час російсько-української війни, відзначений — нагороджений
- 27 червня 2015 року — орденом Богдана Хмельницького III ступеня.